# Justiniano Posse
Justiniano Posse is een plaats in het Argentijnse bestuurlijke gebied Unión in de provincie Córdoba. De plaats telt 7.406 inwoners.

## Geboren
- Martín Demichelis (20 december 1980), voetballer